# Acte de fe de Maní

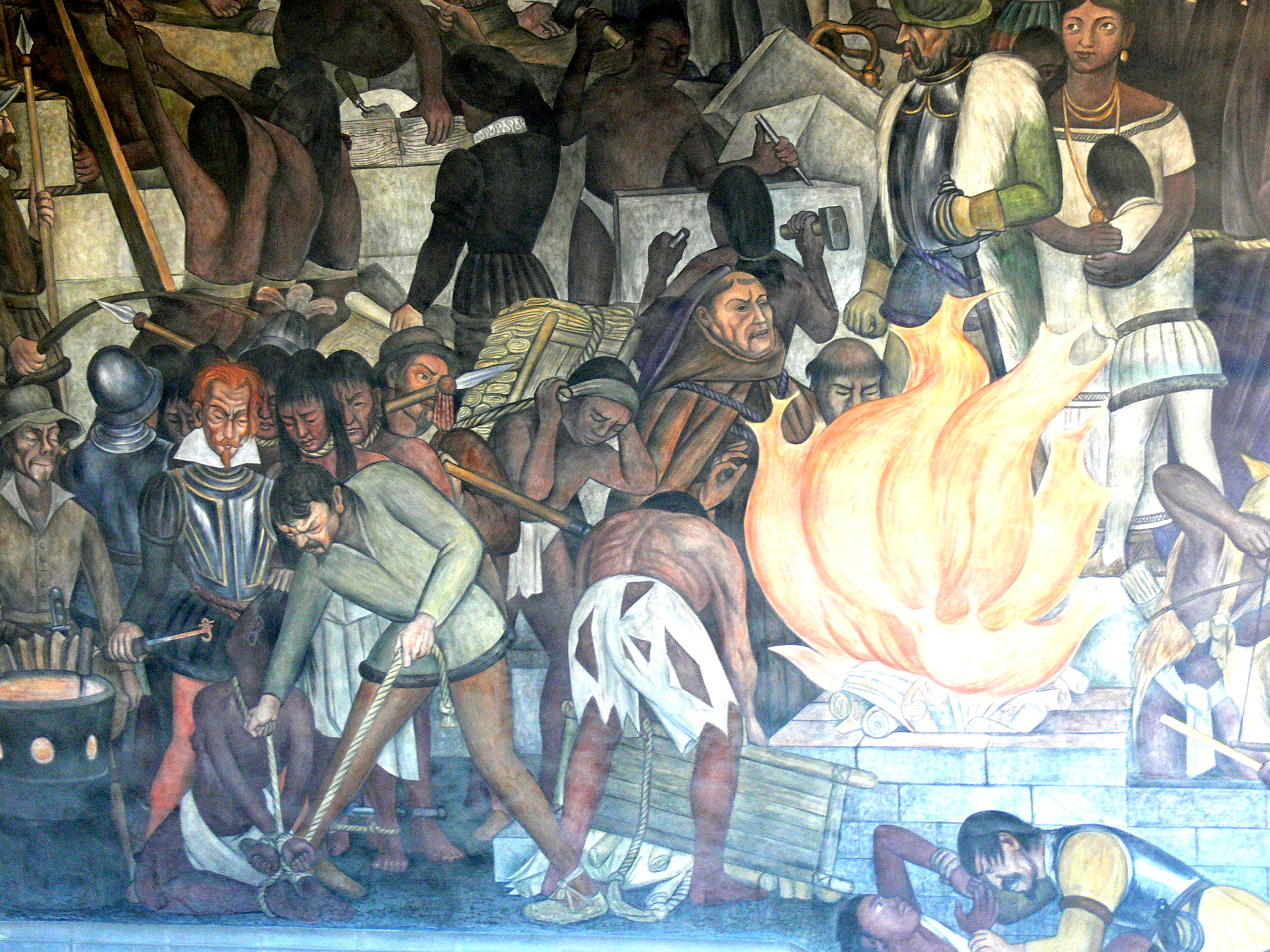
"Crema de literatura maia per l'Església Catòlica" mural de Diego Rivera.

L'acte de fe de Maní va ser un succés ocorregut en la localitat de Maní (Yucatán) el 12 de juliol de 1562. Es va tractar d'un acte de fe en el qual van ser incinerats un nombre considerable d'imatges de culte, objectes sagrats i còdexs de la cultura maia. Va ser la conclusió d'un procés inquisitorial iniciat per Diego de Landa —provincial primer de la província franciscana de Yucatán— amb el suport de l'alcalde major contra els indígenes que mantenien un adoratori clandestí a la regió.

## Relació dels fets
Diego de Landa va arribar a Yucatán en 1549, on va ocupar el lloc d'ajudant del guardià provincial a Izamal. En 1562, Landa va establir un tribunal de la Inquisició en el poblat maia de Maní, amb el propòsit de posar fi a les pràctiques religioses dels maies. De fet, Landa sabia que malgrat les campanyes de cristianització empreses en la península, els indígenes seguien rendint culte a les seves antigues divinitats. En establir el tribunal a Maní, Landa va començar a interrogar als indígenes i a confiscar els seus objectes religiosos, la qual cosa incloïa no només imatges sinó els còdexs.
Abans de l'establiment del tribunal, a Maní s'havia tingut notícia de la crucifixió d'un nen per part dels indígenes, la qual cosa d'acord amb alguns especialistes és resultat del sincretisme religiós propi de les societats recentment cristianitzades. Posteriorment, uns alumnes de l'escola van portar al prior del convent la mostra de la realització de cultes pagans als voltants de Maní, de manera que Landa es va veure obligat a actuar per la pressió de les autoritats civils de la regió. Cal assenyalar també que Maní gaudia de certs privilegis en la mesura que es va sotmetre voluntàriament al poder espanyol. D'aquesta forma les autoritats indígenes mantenien el control de la terra i la ciutat, la qual cosa no era vist amb bons ulls per Francisco de Montejo i altres espanyols, que també s'oposaven a la protecció dels franciscans cap als indígenes.